# Mauvezin (Gers)
Mauvezin – miejscowość i gmina we Francji, w regionie Oksytania, w departamencie Gers.
Według danych na rok 1990 gminę zamieszkiwało 1671 osób, a gęstość zaludnienia wynosiła 52 osób/km² (wśród 3020 gmin regionu Midi-Pireneje Mauvezin plasuje się na 212. miejscu pod względem liczby ludności, natomiast pod względem powierzchni na miejscu 267.).